# Miranda regresa
Miranda regresa es una película venezolana que trata la vida de Francisco de Miranda, Precursor de la independencia americana. Dirigida por Luis Alberto Lamata y protagonizada por Jorge Reyes, donde participa el actor estadounidense Danny Glover como un esclavo haitiano.
Es la primera producción de la Villa del Cine, y la más cara producida hasta el momento en Venezuela. Fue estrenada el 11 de octubre de 2007 en todas las salas de cine del país.

## Sinopsis
Un periodista se introduce clandestinamente en la celda de Miranda, en La Carraca de Cádiz, España, el 10 de julio de 1816. El joven periodista urge al generalísimo para que le conceda una entrevista, con el objeto de propagar su pensamiento anticolonialista en cierto periódico de vanguardia que se edita furtivamente en Cádiz. Miranda, hábil, en la geopolítica internacional del siglo pasado XVIII, desconfía del impetuoso muchacho, quien, no obstante poco a poco va ganando su confianza hasta que el cautivo accede a concederle la entrevista.
Aquí comienza un viaje retrospectivo de la vida del generalísimo donde la vuelta al pasado, a los momentos formativos más trascendentes de la construcción del joven, del hombre, del seductor, del soldado español, del ilustrado, el desertor, el independentista, el político, el guerrero, el espía, el contrabandista, el hereje, el conspirador y el precursor, se narran para develarnos la magnitud de Francisco de Miranda, quizás por siempre el más universal de los venezolanos.

## Producción
La producción se desarrolló durante más de tres meses, en Venezuela, así como en la isla de Cuba y la ciudad de Praga, con la participación de un total de 120 talentos y 1.200 personas entre extras y figurantes. Además de ser una película también será una miniserie para televisión.

## Reparto
- Jorge Reyes como Francisco de Miranda.
- Marco Polo Castillo como Salím (Joven).
- Luis Gerónimo Abreu  como Salim (Adulto).
- Luís Abreu  como Salím (Anciano).
- César Román como Fablistán.
- Alberto Alifa como Zambrano.
- Carlos Mata como El Marqués.
- Carolina Delgado como María Antonieta.
- Mimí Lazo  como Catalina La Grande.
- Héctor Palma Troconis  como Simón Bolívar.
- José Torres como Remigo (Pardo).
- Yanis Chimaras como Sebastián de Miranda Ravelo.
- Nohely Arteaga  como Sara Andrews.
- Henry Soto como José Félix Ribas.
- Danny Glover como John Doe.
- Gerardo Soto como (falta personaje).
- Asdrúbal Blanco